# Christoph Zobel
Christoph Zobel (Würzburg, 1499 – Leipzig, 28 maart 1560) was een Duits jurist.

## Biografie
De vader van Christoph Zobel, Friedrich Zobel, was burgemeester van Ickelheim bij Windsheim. Zijn vrouw was Agnes Gruse. Christoph Zobel studeerde rechten aan de Universiteit Leipzig en verkreeg daar de doctorstitel. Daarna werd hij lid van de vorstelijke raad en hoogleraar in de rechten aan de Universiteit Leipzig, wat hij tot zijn dood bleef. Zobel hield zich vooral bezig met de vertaling en uitleg van de Saksenspiegel om dit 13e-eeuwse werk van Eike von Repgow ook voor de 16e eeuw nog bruikbaar te houden. 
Hij was getrouwd met Anna Umwied van Reichenau. Samen kregen ze een zoon en twee of drie dochters. Op 28 maart 1560 overleed Zobel in Leipzig en liet daarmee zijn vrouw achter. Zobel en zijn vrouw werden in de Paulinerkirche in Leipzig begraven; hun kinderen hingen daar een gedenksteen op. Een bekende leerling van Zobel was zijn schoonzoon Georg Menius, die in 1560 zijn nagelaten werk over het Saksische land- en stadsrecht uitgaf. In de jaren 1563, 1595 en 1614 werd dit boek opnieuw uitgegeven.